# Iwane Matsui
Iwane Matsui (Nagoia, 27 de julho de 1878 — Tóquio, 23 de dezembro de 1948) foi um general do Exército Imperial Japonês e comandante das forças expedicionárias enviadas para a China durante a Guerra Sino-Japonesa. Ele foi executado por sentença do Tribunal Militar Internacional para o Extremo Oriente no pós-guerra por seu papel no Massacre de Nanquim.

## Vida
Matsui nasceu na província de Aichi. Participou na Guerra Russo-Japonesa e se formou na Academia Militar em 1906. Ele era comandante do 29º regimento 1919-1921. Ele foi então nomeado  Força Expedicionária de Vladivostok até 1922. Entre 1922 e 1924 foi chefe da Agência de Serviços Especiais de Harbin, na Manchúria e, em seguida foi dado o comando do 35º Regimento até 1925. Ele foi então nomeado chefe do Gabinete Pessoal do 2 até 1928, quando ele foi designado para o pessoal. Em 1929 ele recebeu o comando da 11 ª Divisão de comando que manteve até 1931, quando foi nomeado para o pessoal novo. Entre esse ano e o seguinte foi incluído na delegação japonesa, em Genebra, na Conferência Mundial do Desarmamento, que foi um esforço por parte da Liga das Nações para promover o desarmamento.
Em 1933, Matsui recebeu a patente de general e foi membro do Conselho Supremo de Guerra até 1935. No entanto, você perdeu algum tempo entre 1933 e 1934, quando foi nomeado Comandante-em-chefe do Exército do Distrito de Formosa.
Matsui foi removido em 1935, mas em 1937 ele retornou de sua aposentadoria para comandar a Força Expedicionária de Xangai, que foi tomar a cidade durante a Segunda Guerra Sino-Japonesa. Este comando foi recebido até 15 de agosto, por solicitação direta do imperador japonês Hirohito. Antes de sair, de acordo com Fumimaro Konoe, disse que a única forma de subjugar Chiang Kai-shek foi tomada Nanquim.
Em 23 de agosto, o general Matsui e sua força chegou ao campo de batalha de Xangai, onde ele recebeu o 10º Exército para o reforço. Em 7 de novembro, Matsui foi dado o comando de todas as forças japonesas na área de Xangai, que foi chamado Exército Expedicionário da China Central. Depois de vencer a batalha de Xangai, Matsui pediu permissão para se mover contra Nanking. Em 1 de dezembro recebeu uma resposta positiva e, embora o comando da Força Expedicionária foi passado para o príncipe Asaka Yasuhiko, Matsui continuou a ser o comandante-em-chefe na China Central. Ao compartilhar o comandante da Força Expedicionária com um parente do Imperador, seria dúvidas sobre Matsui total responsabilidade pelo Massacre de Nanquim.
Em 10 de Dezembro começou a batalha de Nanquim, que terminou três dias depois. O assassinato e estupro de civis chineses que começar imediatamente, mas temporariamente interrompido em 17 de dezembro, quando o general e príncipe Asaka Matsui veio marchando para Nanking.
Enquanto Matsui não estava presente durante o massacre em Nanquim, adoecer, anotou em seu diário que o estupro ea pilhagem foram prejudicando a reputação do Exército Imperial Japonês e encontrou o seu conhecimento do massacre em desenvolvimento. Além disso, em um discurso durante o funeral de um número de policiais mortos em ação em 7 de fevereiro de 1938, mencionou que alguns atos abomináveis que ocorreu nos dias últimos cinquenta não serão repetidos.
Tanto o General Matsui como o Príncipe Asaka Yasuhiko foram chamados de volta, em 1938, Matsui retirou definitivamente o seu caso em Atami, na província de Shizuoka, e junto com vários membros de sua comunidade ajudou a construir uma estátua de Kannon, a deusa da Ásia representa a misericórdia.
Em 29 de abril de 1940 foi condecorado por sua participação na guerra.
Após a Rendição do Japão, Matsui foi julgado pelo Tribunal Militar Internacional para o Extremo Oriente, pela sua inação durante o abate de Nanquim. Matsui expressa vergonha para o abate de Nanking, mas indiretamente culpou o príncipe Asaka Yasuhiko e Tenente-General Yanagawa Heisuke, comandante do 10º Exército, os assassinatos, por não prender os homens sob seu comando direto. Matsui afirmou que alguns oficiais riram quando manifestou indignação pelo ocorrido, e que ao encontrar-se enfermo, ele não poderia intervir.
Em 1948, o Tribunal considerou que Matsui não estava o enfermo suficientemente para não ter tentado parar a matança, e que ele era consciente do que aconteceu em Nanquim. O Tribunal considerou-o culpado de crimes de guerra e foi enforcado em dezembro na Prisão de Sugamo, na mesma cerimônia em que foi enforcado o ex-primeiro-ministro Hideki Tojo.
Seu nome foi incluído no Livro das Almas do Santuário Yasukuni, que é tão venerado indiretamente, o que provocou protestos em todo o mundo, especialmente na China.